# Законът (филм, 1959)
„Законът“ (на италиански: La legge) е криминална комедия от 1959 година на режисьора Жул Дасен с участието на Джина Лолобриджида, Пиер Брасьор и Марчело Мастрояни. Той е адаптация на едноименния роман на Роже Вайлан. Филмът е копродукция на Италия и Франция.

## Сюжет
Красивата Мариета (Джина Лолобриджида) е провинциална девойка, която живее в южното италианско рибарско село Порто Манакоре и е прислужница на аристократа дон Чезаре (Пиер Брасьор). То е управлявано от дребния мошеник Матео Бриганте (Ив Монтан) и в него властва корупцията. Инженер на име Енрико Тосо (Марчело Мастрояни) пристига в селото, за да отводни блатата и за да помогне на жителите да си възвърнат селището.

## В ролите
| Актьор             | Роля                      |
| ------------------ | ------------------------- |
| Джина Лолобриджида | Мариета                   |
| Пиер Брасьор       | дон Чезаре                |
| Марчело Мастрояни  | Енрико Тосо, инженера     |
| Мелина Меркури     | дона Лукреция             |
| Ив Монтан          | Матео Бриганте            |
| Раф Матиоли        | Франческо Бриганте        |
| Виторио Каприоли   | Атилио, инспектора        |
| Лидия Алфонси      | Джузепина                 |
| Джанрико Тадески   | безделника                |
| Нино Винджели      | Пизакио                   |
| Бруно Каротенуто   | Балбо                     |
| Луиза Ривели       | Елвира                    |
| Анна Мария Ботини  | Мария                     |
| Анна Арена         | Анна, съпругата на Атилио |
| Еда Солиго         | Джулия                    |

## Награди
- Награда Бамби за най-добра международна актриса на Джина Лолобриджида от 1959 година. [2]